# 1986 aux États-Unis
Pour des articles plus généraux, voir Chronologie des États-Unis et 1986.
Chronologie des États-Unis
- 1982
- 1983
- 1984
- 1985
- 1986
- 1987
- 1988
- 1989
- 1990

Cette page concerne des événements d'actualité qui se sont produits durant l'année 1986 du calendrier grégorien aux États-Unis.

## Gouvernement
- Président : Ronald Reagan
- Vice-président : George H. W. Bush
- Secrétaire d'État : George Shultz
- Chambre des représentants - Président : Tip O'Neill   (Parti démocrate)

## Événements
- 7 janvier : Les tensions persistantes entre la Libye (pro-soviétique) et les États-Unis amène le président Ronald Reagan à faire promulguer le International Emergency Economic Powers Act. Cette loi fédérale interdit toute transaction financière entre une entreprise américaine et la Libye et gèle les capitaux libyens présents sur le territoire américain.
- 20 janvier : le premier Martin Luther King Day est commémoré au niveau fédéral. C'est désormais un jour férié  dans tous les États-Unis en l'honneur du pasteur Martin Luther King Jr, militant non violent pour les droits civiques assassiné le 4 avril 1968 à Memphis. Il est fêté chaque année le troisième du mois de janvier.
- 28 janvier : explosion de la navette spatiale Challenger au-dessus du pas de tir 39B de Cap Canaveral, au cours du décollage pour sa dixième mission, après seulement 73 secondes de vol alors qu'elle évoluait à 3 200 km/h. Les sept membres de l'équipage périrent dans l'accident : Francis R. Scobee, commandant ; Michael J. Smith, pilote ; Judith A. Resnik, Ellison S. Onizuka, Ronald E. McNair, spécialistes de mission ;  Gregory B. Jarvis, spécialiste de charge utile ; Christa McAuliffe.
- 7 avril : Consolidated Omnibus Budget Reconciliation Act. Hausse de 16 cents sur les paquets de cigarettes. Augmentation des droits d'accise sur le tabac, l'alcool et le pétrole. Suppression des impôts étudiants et extension des assurances fédérales sur la santé aux employés des gouvernements locaux. Sanctions aggravées pour les fraudeurs fiscaux. Transfert d'une partie des recettes de la Sécurité Sociale aux gouvernement locaux.
- 12 avril : Fusillade à Miami au matin opposant le FBI à Michael Platt et William R. Matix, 2 braqueurs de banque. Lourdement armés, les 2 criminels parviennent à tuer 2 agents fédéraux, Benjamin P. Grogan et Jerry Dove et à en blesser 5 autres avant d'être appréhendés. La commission d'enquête sur la fusillade montrera que la munition 9 mm Parabellum, habituellement utilisée, possède une trop faible puissance d'arrêt pour les forces de l'ordre. Le FBI lance alors un appel d'offres pour une nouvelle munition plus puissante et plus performante. La demande aboutira en 1989 sur une nouvelle cartouche crée conjointement par les fabricants d'armes américains Smith & Wesson et Winchester. La nouvelle munition, surnommé .40 S&W, sera massivement adoptée par l'ensemble des services de police des États-Unis.
- 26 avril : Mariage d'Arnold Schwarzenegger et Maria Shriver.
- 21 mai : dépôt par le député William H. Gray d'une proposition de loi à la Chambre des représentants : le Comprehensive Anti-Apartheid Act. Cette loi condamne le régime d'Apartheid en vigueur en Afrique du Sud avec d'importantes sanctions économiques.
- 7 juillet : Arrêt Bowsher v. Synar. La Cour Suprême déclare inconstitutionnelle la loi Gramm-Rudman-Hollings sur l'équilibre budgétaire. En effet, la loi prévoit qu'en cas de déficit, le président est autorisé à réaliser des réductions budgétaires dans les dépenses fédérales. Cette disposition contrevient de fait à la séparation des pouvoirs transcrite dans la constitution des États-Unis où seul le Congrès est habilité à voter les lois budgétaires.
- 15 août : Sous la pression des militants des droits civiques et de parlementaires afro-américains opposés à la politique d’apartheid de l'Afrique du Sud, le Sénat vote le Comprehensive Anti-Apartheid Act par 84 voix contre 14. Ce texte de loi prévoit l'arrêt des nouveaux investissements en Afrique du Sud et un embargo sur l'importation de plusieurs produits sud-africains comme le charbon, l'uranium, les produits agricoles (dont le vin), les textiles, le fer et l'acier. Il impose également des restrictions sur l'exportation d'ordinateurs et de pétrole et suspend les liaisons aériennes directes entre les 2 pays.
- 31 août : le navire Khian Sea quitte les docks de Philadelphie, (Pennsylvanie), transportant 14 000 tonnes de déchets toxiques. Il parcourt ainsi les mers pendant 16 mois pour trouver une place ou larguer sa cargaison.
- 12 septembre : la Chambre des Représentants vote à son tour, par 308 voix contre 77 les sanctions économiques contre l'Afrique du Sud.
- 26 septembre : William Rehnquist, président de la Cour suprême.
  - Ronald Reagan, opposé au principe des sanctions contre l'Afrique du Sud, met son véto au Comprehensive Anti-Apartheid Act. Ce qui oblige le Congrès à effectuer une nouvelle procédure législative pour voter le loi à la majorité qualifiée des 2/3.
- 29 septembre : la Chambre des représentants vote la loi sur les sanctions économiques (313 voix contre 83) passant outre au véto de Reagan.
- 1er octobre : Goldwater-Nichols Act. Réorganisation en profondeur du département de la Défense des États-Unis. Nouvelle chaine de commandement pour les opérations militaires avec le Président comme décideur suprême.
- 2 octobre : après la Chambre, le Sénat vote définitivement, par 78 voix contre 21, les sanctions économiques contre l’Afrique du Sud.
- 11-12 octobre : échec du sommet de Reykjavik avec l’Union soviétique sur le désarmement.
- 17 octobre : Superfund Amendments and Reauthorization Act. Nouvelles taxes de 8,2 cents par baril de pétrole domestique et de 11,7 cents par baril de pétrole importé. Nouvelle taxe sur le chiffre d'affaires des entreprises de 0,12 %. Taxe de 0,1 cent par litre sur l'essence.
- 22 octobre : adoption du Tax Reform Act. Après trois semaines de débat au Congrès, la loi a été adoptée par quatre-vingt-dix-sept voix contre trois au Sénat. Les démocrates Ted Kennedy, Al Gore, John Kerry et Joe Biden ont vote « oui »[1]. Cette loi fiscale fait suite au Recovery Tax Act de 1981. Selon le président Ronald Reagan, la réforme fiscale doit faire parvenir la fiscalité fédérale à une plus grande neutralité et renforcer les incitations à travailler et épargner, les effets à long terme devraient améliorer l'efficacité distributive du système fiscal et accroîtront ainsi le bien-être.
  - La loi affiche deux buts généraux : abaisser les taux marginaux d'imposition des revenus du travail et uniformiser davantage les taux d'imposition des investissements.
  - La fiscalité sur les ménages est abaissée de 30 milliards de dollars. L'assiette de l’impôt sur le revenu est élargie aux revenus du capital, la première tranche à 0 % est supprimée et passe à 11 %, la dernière tranche à 38,5 %. Le nombre de tranches de l'impôt est ramené à 4. Élargissement du crédit. Suppression de plusieurs crédits d'impôts (moins-values de l'immobilier, charges de familles, intérêts, plan retraite...). Hausse de l'abattement personnel à 2000 $/an pour l'impôt sur le revenu.
  - Hausse de la fiscalité d'environ 20 milliards sur les entreprises. Baisse de l'impôt sur les bénéfices à 34 %. Suppression de nombreux crédits d'impôt (investissement et amortissement notamment).
  - Création du Low-Income Housing Tax Credit, crédit d'impôt visant à faciliter l'investissement dans le logement pour les plus modestes.
    - Cette loi fiscale, si elle vise à rendre plus efficient le système fiscal américain, rendra encore plus difficile toute opération de réduction du déficit. La Crise des Savings and loan (les caisses d'épargne américaines) de 1987 est liée aux contre-effets de cette loi et la dérèglementation des années 1980, car le profit à court terme est privilégié au détriment du long terme par les investisseurs (rapport OCDE 1985-1986-1988).
- 27 octobre : Anti-Drug Abuse Act. Première loi fédérale de lutte contre les stupéfiants. Les sanctions pénales sont aggravées (peine plancher de 5 ans pour tout délit lié à la drogue). Déblocage de 1,7 milliard de dollars pour lutter contre les trafics de stupéfiants.
- 3 novembre : déclenchement de l’Iran-contragate par un article d’un magazine libanais. Reagan est accusé d’avoir autorisé secrètement des livraisons d’armes à l’Iran, d’abord dans l’espoir de nouer des liens avec les iraniens modérés, puis pour obtenir la libération d’otages américains détenus par des groupes libanais. Les profits tirés de ces livraisons ont servi à financer une infrastructure paramilitaire privée mise au point par l’administration pour lui assurer une liberté maximale face au Congrès et en particulier subventionner les contrats du Nicaragua en 1984-1985.
- 4 novembre : le parti démocrate redevient majoritaire au Sénat (55 sièges sur 100) et maintient sa présence à la Chambre des représentants (258 sièges sur 435). Les démocrates reprennent le contrôle total du Congrès.
- 6 novembre : promulgation de l'Immigration Reform and Control Act par le président Reagan. La loi est destinée à contrôler et endiguer l'immigration illégale et prévoit des sanctions contre tout employeur d'immigrés en situation irrégulière. Elle accorde une amnistie ou la possibilité de se faire naturaliser pour tout sans-papier pouvant prouver qu'il vit aux États-Unis de façon ininterrompue depuis le 1er janvier 1982. Elle régularise aussi la situation des sans-papiers ayant travaillé sur sol américain de mai 1985 à mai 1986.

## Économie et société
- Réforme fiscale en été : sans changer le montant des rentrées, elle en déplace partiellement le poids des individus vers les sociétés ; elle prévoit une extension des exonérations en faveur des personnes plus défavorisés, une forte réduction de la progressivité et un élargissement de l’assiette.
- Le budget de la défense atteint 7,0 % du PIB.
- Baisse du dollar.
- 6,5 % de chômeurs
- Déficit à 4,3 % du PIB.
- 800 000 détenus incarcérés aux États-Unis.
- Abrogation du Housing Act de 1949, ce qui signifie l'arrêt du programme de construction de logements sociaux par le gouvernement fédéral. Il sera désormais géré par les seuls gouverneurs locaux. Le bilan du programme est mitigé, avec une résorption efficace des bidonvilles et l'accession à la propriété des classes moyennes, mais au détriment des plus pauvres qui se sont concentrés au centre des villes.
- Mise en place de sanctions économiques contre l'Afrique du Sud, dont la politique d'Apartheid est de plus en plus remise en cause.

## Culture

### Cinéma

#### Films américains sortis en 1986
- x

#### Autres films sortis aux États-Unis en 1986
- x

#### Oscars
La 58e cérémonie des Oscars s’est déroulée le 24 mars 1986 au Dorothy Chandler Pavilion du County Music Center de Los Angeles et a récompensé des films sortis en 1985 :
- Meilleur film : Out of Africa, film de Sydney Pollack
- Meilleur réalisateur : Sydney Pollack pour Out of Africa
- Meilleur acteur : William Hurt pour Le Baiser de la femme araignée (Kiss of the Spider Woman) de Hector Babenco
- Meilleure actrice : Geraldine Page pour Mémoires du Texas (The Trip to Bountiful) de Peter Masterson
- Meilleur film documentaire : Broken Rainbow produit par Maria Florio et Victoria Mudd
- Meilleure musique de film : John Barry pour Out of Africa
- Meilleur film en langue étrangère : L'Histoire officielle (La historia oficial) film de Luis Puenzo •  Argentine (en espagnol)

## Naissances en 1986
- 18 janvier : Eugene Lee Yang, réalisateur, acteur et célébrité d'Internet.
- 28 mars : Lady Gaga, chanteuse, compositrice.
- 27 juin : Drake Bell, acteur, chanteur, compositeur.
- 2 juillet : Lindsay Lohan, actrice.
- 5 août : Paula Creamer, golfeuse.
- 22 octobre : Kyle Gallner, acteur.
- 8 novembre : Aaron Swartz, informaticien et militant de l'Internet. († 11 janvier 2013)
- 8 décembre : Kate Voegele, actrice et chanteuse.

## Décès en 1986
- 28 janvier : Voici les passagers périraient lors de l'explosion de la navette spatiale Challenger en mission pour la STS-51-L :
  - Gregory Jarvis, 41 ans, astronaute et ingénieur. (° 24 août 1944)
  - Christa McAuliffe, 37 ans, institutrice. (° 2 septembre 1948)
  - Ronald McNair, 35 ans, astronaute et physicien. (° 21 octobre 1950)
  - Ellison Onizuka, 39 ans, astronaute. (° 24 juin 1946)
  - Judith Resnik, 36 ans, astronaute et ingénieur. (° 5 avril 1945)
  - Francis Richard Scobee, 46 ans, astronaute. (° 19 mai 1939)
  - Michael J. Smith, 40 ans, astronaute. (° 30 avril 1945)
- 11 février : Frank Herbert, 65 ans, écrivain de science-fiction, auteur de la saga de Dune. (° 8 octobre 1920)
- 28 mars : Virginia Gilmore, 66 ans, actrice et épouse de Yul Brynner. (° 26 juillet 1919)
- 31 mars : James Cagney, 86 ans, acteur. (° 17 juillet 1899)